# Campeonato Africano de Atletismo de 2016 - Revezamento 4x100 m feminino
A prova dos 4 x 100 metros estafetas feminino do Campeonato Africano de Atletismo de 2016 foi disputada no dia 24 de junho no Kings Park Stadium  em Durban,  na África do Sul. Participaram da prova 7 equipes sendo que todos concluíram a prova. 

## Recordes
Antes desta competição, os recordes mundiais e do campeonato nesta prova eram os seguintes:
|                       | Nome                                                                       | Nacionalidade  | Tempo  | Local      | Data                 |
| --------------------- | -------------------------------------------------------------------------- | -------------- | ------ | ---------- | -------------------- |
| Recorde mundial       | Tianna Madison, Allyson Felix Bianca Knight, Carmelita Jeter               | Estados Unidos | 40s 82 | Londres    | 10 de agosto de 2012 |
| Recorde do campeonato | Christy Udoh, Gloria Asumnu Oludamola Osayomi, Lawretta Ozoh               | Nigéria        | 43s 21 | Porto Novo | 29 de junho de 2012  |
| Recorde africano      | Beatrice Utondu, Faith Idehen Christy Opara-Thompson, Mary Onyali-Omagbemi | Nigéria        | 42s 39 | Barcelona  | 7 de agosto de 1992  |

## Medalhistas
| Ouro                                                                         | Prata                                                                               | Bronze                                                                                 |
| África do Sul · Tebogo Mamathu · Alyssa Conley · Tamzin Thomas · Carina Horn | Gana · Flings Owusu-Agyapong · Gemima Acheampong · Beatrice Gyaman · Janet Amponsah | Costa do Marfim · Adeline Gouenon · Marie-Josée Ta Lou · Nene Kanaté · Murielle Ahouré |

## Cronograma
Todos os horários são locais (UTC+2). 
| Data        | Hora  | Evento |
| ----------- | ----- | ------ |
| 24 de junho | 19:10 | Final  |

## Resultado final
| Posição           | Raia | Nacionalidade   | Atleta                                                                    | Tempo | Notas            |
| ----------------- | ---- | --------------- | ------------------------------------------------------------------------- | ----- | ---------------- |
| Medalha de ouro   | 6    | África do Sul   | Tebogo Mamathu, Alyssa Conley, Tamzin Thomas, Carina Horn                 | 43.66 |                  |
| Medalha de prata  | 4    | Gana            | Flings Owusu-Agyapong, Gemima Acheampong, Beatrice Gyaman, Janet Amponsah | 44.05 |                  |
| Medalha de bronze | 5    | Costa do Marfim | Adeline Gouenon, Marie-Josée Ta Lou, Nene Kanaté, Murielle Ahouré         | 44.29 |                  |
| 4                 | 2    | Quênia          | Eunice Kadogo, Millicent Ndoro, Monicah Zephaniah, Mary Chepkoech         | 46.00 |                  |
| 5                 | 8    | Botswana        | Ontiretse Molapisi, Lydia Jele, Loungo Mathlaku, Goitseone Seleka         | 46.10 | Recorde nacional |
| 6                 | 7    | Camarões        | Marie Ebah, Marie Eleme Asse, Germaine Abessolo Bivina, Audrey Nkamsad    | 46.23 |                  |
| 7                 | 3    | Zimbabwe        | Alice Maunze, Tsitsi Mahachi, Sukoluhle Mlalazi, Yvonne Thomas            | 48.94 |                  |

Legenda
| Recorde mundial       | Recorde mundial (World record)               |                       | Recorde africano                      | Recorde africano (African) |                                           | Q | Classificado por posição (Qualified) |
| Recorde do campeonato | Recorde do campeonato (Championship record)  | Recorde da América    | Recorde da América (Americas)         | q                          | Classificado por melhor tempo (Qualified) |   |                                      |
| Melhor marca do ano   | Melhor marca do ano (World leading)          | Recorde asiático      | Recorde asiático (Asian)              | DNS                        | Não largou (Did not start)                |   |                                      |
| Recorde nacional      | Recorde nacional (National record)           | Recorde europeu       | Recorde europeu (European)            | DNF                        | Não terminou (Did not finish)             |   |                                      |
| Recorde pessoal       | Recorde pessoal do atleta (Personal best)    | Recorde da Oceania    | Recorde da Oceania (Oceania)          | DSQ / DQ                   | Desclassificado (Disqualified)            |   |                                      |
| Recorde da temporada  | Recorde da temporada do atleta (Season best) | Recorde sul-americano | Recorde sul-americano (South America) | NM                         | Sem marca (No mark)                       |   |                                      |